# آسایشگاه آمامی واکوئن
آسایشگاه آمامی واکوئن (به انگلیسی: Amami Wakoen Sanatorium) بیمارستانی در ژاپن است که در ۱۹۴۳ میلادی ساخته شد.